# Halálos iramban 9.
A Halálos iramban 9. (eredeti cím: F9: The Fast Saga) 2021-ben bemutatott amerikai akciófilm, melyet Justin Lin rendezett, illetve Chris Morgan és Daniel Casey írt. A Halálos iramban-filmsorozat kilencedik része, valamint a sorozat harmadik filmje, amely a Halálos iramban: Tokiói hajsza eseményei után játszódik. A főszerepben Vin Diesel, Michelle Rodriguez, Jordana Brewster, Tyrese Gibson, Chris „Ludacris” Bridges, Nathalie Emmanuel, John Cena, Helen Mirren, Kurt Russell, Michael Rooker és Charlize Theron látható.
Az Amerikai Egyesült Államokban 2020. május 22-én mutatták volna be, míg Magyarországon egy nappal hamarabb szinkronizálva, május 21-én az UIP Duna forgalmazásában. A Covid19-pandémia miatt azonban az amerikai bemutató dátuma 2021. április 2-re lett kitűzve. 2020 október elején még 2 hónappal későbbre halasztották a bemutatót, 2021. május 28-ra. Később még egy hónappal eltolták, 2021. június 25-re.

## Cselekmény
1989 nyarán Jack Toretto részt vesz egy autóversenyen két fiával, Dominikkal és Jakobbal a csapatában. Dom vitatkozni kezd Kenny Linder rivális versenyzővel,  amiért trükkös taktikákat alkalmaz. Dom apja nem bírta tartani az iramot, így a verseny közben Linder autója nekiütközik Jack lökhárítójának, amitől az autó a kerítésnek csapódik és felrobban, a két fiú apja pedig meghal. A baleset után Dom összekap Linderrel, akit majdnem halálra ver. Tettéért letartóztatják, és miközben a büntetését tölti, eszébe jut, hogy Jakob dolgozott utoljára az autón, ekkor rájön, hogy öccse lehet felelős az apjuk haláláért. Szabadulása után Dom szembeszáll Jakobbal, és kihívja egy versenyre, a tét pedig az, hogy a vesztesnek el kell hagynia a várost. Jakob elveszíti a versenyt, így a megállapodás értelmében távozik.
Napjainkban a versenyzéstől visszavonult Dom feleségével, Letty-vel neveli Brian nevű kisfiát. Roman, Tej és Ramsey azzal a hírrel érkezik, hogy Mr. Senki elfogta Ciphert, a repülőgépét pedig korrupt ügynökök támadták meg. A gép a közép-amerikai Montequintóban zuhant le, a csapat az ő segítségét kéri a nyomozásban. A vészjelzést újrajátszva Dom rájön, hogy Jakob keze van a dologban. A gépet átkutatva megtalálják az Aries nevű eszköz egyik részét, amely képes feltörni bármilyen számítógépes-fegyverrendszert, azonban megtámadja őket egy magánhadsereg Jakob vezetésével, aki ellopja az eszközt. A csapat találkozik Stasiakkal útban a menedékházuk felé. Domhoz vonakodva csatlakozik a húga, Mia Toretto is, aki segíteni szeretne. A csapat megtudja, hogy Han életben van, és Mr. Senkivel dolgozik.
Közben Jakob találkozik Ottóval, milliárdos társával. Cipher a bázisukon van bezárva, és miután nem sikerül Jakobot meggyőznie, elmondja neki, hogy az Aries másik fele Edinburgh-ban van (Egyesült Királyság).
Dom találkozik Buddyval, aki befogadta Jakobot a száműzetése után, és megtudja tőle, hogy öccse  Londonban tartózkodik. Letty és Mia Tokióban megkeresik Hant, találkoznak vele és pártfogoltjával, Elle-lel. Roman és Tej beszervezik Seant, Twinkie-t és Earl Hut, aki egy rakétaautón dolgozik. Londonban Dom találkozik Magdalena Shaw-val, aki megadja neki Jakob tartózkodási helyét. Dom szembeszáll Ottóval és öccsével, akik megkérik, hogy távozzon. Otto a magánhadseregével letartóztatja Domot, de Leysa, Dom régi barátja segít neki megszökni.
Tej, Roman és Ramsey csatlakozik Domhoz Edinburgh-ban, ahol Jakob mágneses mezőt használ az Aries-eszköz másik felének ellopására. Tej és Roman megtalálják az elektromágnest tartalmazó teherautót; miközben Otto embereivel harcolnak, Ramsey lefoglalja a teherautót, hogy Otto után eredjen. Dom elfogja Jakobot, és harcolni kezdenek egymással az egész városon keresztül. Mielőtt Otto kiszabadíthatná Jakobot, Ramsey lehajt az autójával az útról, Dom pedig az elektromágnessel elfogja öccsét.
Otto beszervezi Cipher-t. A menedékházban Han elárulja, hogy őt bízták meg Elle és az Aries védelmével, mivel Elle DNS-e az utolsó alkotóelem. Amikor Mr. Senki egyik ügynöke elszegődött, Deckard Shaw-t használták fel, hogy megrendezze Han halálát, hogy ő védhesse meg Elle-t. Otto megtámadja a menedékházat, és kiszabadítja Jakobot, aki Mr. Senki szélhámos ügynöke volt. Jakob elárulja, hogy az apjuk azt tervezte, hogy megrendezi a halálát, hogy megmeneküljön a hatalmas adósságától, ezért megbabráltatta vele az autóját, de a terv balul sült el, és a kocsi felrobbant, ami megölte őt. Jakob és Otto elrabolják Elle-t, és elviszik a második Aries-eszközt.
Otto útnak indít egy műholdat, Jakob pedig Elle-lel aktiváltatja az Aries-t. Elkezdik az irányító programot feltölteni a műholdra, és egy páncélozott teherautóval végigjárják Tbiliszit. Dom, Letty, Mia, Ramsey és Han üldözőbe veszik, hogy megmentsék Elle-t és megállítsák a feltöltést. Miközben Mia és Han megpróbálja áttörni a teherautót, Jakobot elárulja Otto, aki ledobja őt a teherautóról. Dom és Mia azonban megmentik Jakobot, aki a lány kocsiját használja a meneküléshez, de visszafordul, hogy segítsen Domnak bejutni a teherautóba.
Egy repülőgép és a rakétaautó segítségével Tej és Roman elindulnak felfelé az égbe, és közönséges ütközéssel elpusztítják a műholdat, megállítva a feltöltést. A Nemzetközi Űrállomáson kérnek bebocsátást.
Cipher távirányítású repülőgéppel bombázza a teherautót és megpróbálja megölni Domot. Helyette azonban Ottót öli meg, a lezuhanó teherautó pedig elpusztítja Cipher gépét. Dom és Mia kibékül Jakobbal, és lehetővé teszik számára, hogy Dom autójával elmeneküljön. Egy űrhajó visszahozza Tej-t és Romant a Földre.
A csapat grillezéssel ünnepli sikerét. Miközben az asztali áldásra készülnek, Brian O'Conner autója megérkezik a kocsibejáróhoz.
A stáblista utáni jelenetben Deckard Shaw meglepődik, amikor Han megjelenik az ajtajában.

## Szereplők
| Szerep          | Színész                                  | Magyar hang         | Leírás |
| --------------- | ---------------------------------------- | ------------------- | --- |
| Dominic Toretto | Vin Diesel                               | Galambos Péter      | Volt korábbi bűnöző és hivatásos utcai versenyző, visszavonult az aktív versenyzéstől és letelepedett feleségével, Lettyvel és fiával, Briannel. |
| Dominic Toretto | Vincent Sinclaire Diesel (kisgyerekként) | Kiss Róbert         | Volt korábbi bűnöző és hivatásos utcai versenyző, visszavonult az aktív versenyzéstől és letelepedett feleségével, Lettyvel és fiával, Briannel. |
| Dominic Toretto | Vinnie Bennett (fiatalon)                | Rohonyi Barnabás    | Volt korábbi bűnöző és hivatásos utcai versenyző, visszavonult az aktív versenyzéstől és letelepedett feleségével, Lettyvel és fiával, Briannel. |
| Letty Ortiz     | Michelle Rodriguez                       | Solecki Janka       | Dom felesége, volt bűnöző, valamint profi utcai autó versenyző.                                                                                  |
| Mia Toretto     | Jordana Brewster                         | Ruttkay Laura       | Dom húga, a csapata egykori tagja, aki élettársával, Briannel és két gyermekükkel együtt letelepedett.                                           |
| Roman Pearce    | Tyrese Gibson                            | Kálid Artúr         | Ex-bűnelkövető, Tej jó barátja és Dom csapatának tagja.                                                                                          |
| Tej Parker      | Chris "Ludacris" Bridges                 | Nagypál Gábor       | Miamiból származó szerelő, Dom csapatának tagja, Roman jó barátja.                                                                               |
| Jakob Toretto   | John Cena                                | Bognár Tamás        | Dom öccse, aki mester tolvajként, gyilkosként és profi sofőrként dolgozik.                                                                       |
| Jakob Toretto   | Finn Cole (fiatalon)                     | László Gáspár       | Dom öccse, aki mester tolvajként, gyilkosként és profi sofőrként dolgozik.                                                                       |
| Megan Ramsey    | Nathalie Emmanuel                        | Törőcsik Franciska  | Egy brit számítógépes hacktivista, valamint Dom csapatának tagja.                                                                                |
| Han Lue         | Sung Kang                                | Csőre Gábor         | Dom csapatának tagja, akit látszólag megölt Deckard Shaw a Halálos iramban: Tokiói hajsza című részben.                                          |
| Magdalene Shaw  | Helen Mirren                             | Bánsági Ildikó      | Owen, Deckard és Hattie Shaw édesanyja. |
| Cipher          | Charlize Theron                          | Szávai Viktória     | Bűnöző és kiberterrorista, aki szövetkezik Jakobbal.                                                                                             |
| Sean Boswell    | Lucas Black                              | Géczi Zoltán        | Profi urca autóversenyző és a driftezés szakértője.                                                                                              |
| Elle            | Anna Sawai                               | Boda-Novy Emília    | |
| Shad Moss       | Twinkie                                  | Lengyel Benjámin    | Sean legjobb barátja. |
| Rico Santos     | Don Omar                                 | Kovács Lehel        | Dom csapatának egykori tagja. |
| Jack Toretto    | J.D. Pardo                               | Kardos Róbert       | Dom, Jakob és Mia apja. |
| Buddy           | Michael Rooker                           | Ganxsta Zolee       | |
| Earl Hu         | Jason Tobin                              | Kenéz Ágoston       | Han barátja. |
| Ben Stasiak     | Shea Whigham                             | Sztarenki Pál       | FBI-ügynök. |
| Mr. Senki       | Kurt Russell                             | Sörös Sándor        | A titkos OPS katonacsapat vezetője. |
| Deckard Shaw    | Jason Statham                            | Epres Attila        | Korábbi brit zsoldos. |
| Leysa           | Cardi B                                  | Kanyó Kata          | |
| Otto            | Thue Ersted Rasmussen                    | Molnár Áron         | |
| Kenny Linder    | Jim Parrack                              | Barabás Kiss Zoltán | |
| Kis Brian       | Isaac Holtane Ommnauel Holtane           | Kovács András Bátor | |
| Gisele Yashar   | Gal Gadot                                | Kurta Niké          | Egykori Moszad ügynök. Archive felvételen jelenik meg.                                                                                           |

## Gyártás

### Filmkészítés
2014. november 13-án a Universal Pictures elnöke, Donna Langley azt nyilatkozta a The Hollywood Reporternek, hogy a Halálos iramban 7. után legalább még három további film lesz a franchise-ban. Vin Diesel 2016 februárjában bejelentette a kilencedik és a tizedik film kezdeti megjelenési időpontját; a kilencedik filmet kezdetben 2019. április 19-re tűzték ki. Miután bejelentették, hogy Dwayne Johnson és Jason Statham karaktereiről szóló spin-off filmet készítenek, a kilencedik film megjelenési idejét bő egy évvel eltolták, azaz 2020. április 10-re.
2017 áprilisában Diesel és Johnson megerősítették visszatérésüket. 2017. október 25-én Diesel egy Facebook élő videóban tette közzé, hogy Justin Lin, aki a Halálos iramban: Tokiói hajszát (2006) és a Halálos iramban 6.-ot (2013) is rendezte, visszatér a direktori székbe, illetve Jordana Brewster színésznő, aki Mia Torettót alakította az első öt franchise-filmből, visszatér a kilencedik és a tizedik filmben. Johnson 2018. április 4-én kijelentette, nem biztos, hogy visszatér a kilencedik filmben, végül 2019 januárjában meg is erősítette, hogy nem jelenik meg a filmben.
2018 májusában Daniel Casey-t felvették a forgatókönyv írására, miután Chris Morgan kilépett a Hobbs és Shaw spin-off filmen végzett munkája miatt. Michelle Rodriguez is megerősítette, hogy visszatér megszokott szerepébe. 2019 februárjában a Universal Pictures bejelentette, hogy hat héttel késleltetik a filmet, így a megjelenés dátuma 2020 áprilisáról 2020 májusára változott. Azt nyilatkozták, hogy a premier csúsztatása amiatt volt, hogy a film a Metro-Goldwyn-Mayer által készített Nincs idő meghalni című filmjével versenyzett volna, amelynek megjelenési dátuma: 2020. április 8.
2019 júniusában John Cena hivatalosan szerepet kapott a filmben; Diesel már áprilisban ezt előzetesen bejelentette. 2019 júliusában Finn Cole, Anna Sawai és Vinnie Bennett csatlakozott a film szereplőihez. Ugyanebben a hónapban bejelentették, hogy Helen Mirren és Charlize Theron is visszatérnek szerepükbe. Michael Rooker augusztusban csatlakozott a szereplőgárdához. 2019 októberében Ozuna és Cardi B csatlakoztak a film szereplőihez.

### Forgatás
A film fő forgatása 2019. június 24-én kezdődött a Leavesden Studios-ban, Hertfordshire-ben (Anglia). A filmkészítésre Los Angelesben, Edinburghban és Londonban került sor, de előtte Thaiföldön forgattak, Krabiban, Ko Phanganban és Phuket helyszíneken. A film egy részét a Grúziai Tbilisziben is készítették. A film forgatását 2019. november 11-én fejezték be.
2019 júliusában Joe Watts kaszkadőr, aki Diesel dublőre volt, súlyos fejsérülést szenvedett a film készítése során a Leavesden Studios-ban.

### Számlista
| 1.  | Fast Lane (Don Toliver, Lil Durk, Latto)                                          |  |
| 2.  | Lane Switcha (Skepta and Pop Smoke featuring ASAP Rocky, Juicy J and Project Pat) |  |
| 3.  | Hit Em Hard (Offset, Trippie Redd, Kevin Gates, Lil Durk and King Von)            |  |
| 4.  | I Won (Ty Dolla Sign, Jack Harlow, 24kGoldn)                                      |  |
| 5.  | Rapido (Amenazzy, Farruko, Myke Towers, Rochy RD)                                 |  |
| 6.  | Breathe (Liam H and René LaVice Re-Amp) (The Prodigy featuring RZA)               |  |
| 7.  | Real (Justin Quiles, Dalex, Konshens)                                             |  |
| 8.  | Bussin Bussin (Lil Tecca)                                                         |  |
| 9.  | Furiosa (Anitta)                                                                  |  |
| 10. | Ride da Night (Kevin Gates featuring Polo G and Teejay3k)                         |  |
| 11. | Bushido (Good Gas and JP the Wavy)                                                |  |
| 12. | Speed It Up (NLE Choppa featuring Rico Nasty)                                     |  |
| 13. | Mala (Jarina De Marco)                                                            |  |
| 14. | Exotic Race (Murci featuring Sean Paul and Dixson Waz)                            |  |

## Megjelenés
A Halálos iramban 9. című filmet az Universal Pictures 2021. június 25-én jelentette meg az Egyesült Államokban.

### Marketing
Vin Diesel egy 2019-es videóban kijelentette, hogy a film hivatalos előzetese 2019 decemberében jelenik meg.

## Folytatás
A folytatást, amelyet a főszéria utolsó részének szánnak, 2023. [|április 7-én lesz a bemutató.